# António da Silva Gomes e Oliveira
António da Silva Gomes e Oliveira fou un músic portuguès de finals del segle xviii i principis del XIX.
Va ser el deixeble predilecte de Davide Perez, i gràcies a la seva protecció aconseguí la plaça d'organista de la capella de l'Ajuda. Com a compositor cal citar-li el seu oratori: Gioas re di Giuda que es cantà per primera vegada el 1778 en la citada capella; una Missa a 4 veus; la serenata A Galatea, que aconseguí gran èxit, i una òpera, Callirrhoe in Sira, estrenada el 1782 en el palau de Queluz, que assolí un bon èxit.